# Ralph Watts
Ralph Edgar Watts (6 gennaio 1927 – 1987) è stato un cestista, allenatore di pallacanestro e dirigente sportivo canadese.

## Carriera
Con il Canada ha disputato i Campionati del mondo del 1954, dove ha segnato 30 punti in 9 partite.
È stato introdotto nel 1985 nella Manitoba Basketball Hall of Fame.